# Bakpapier

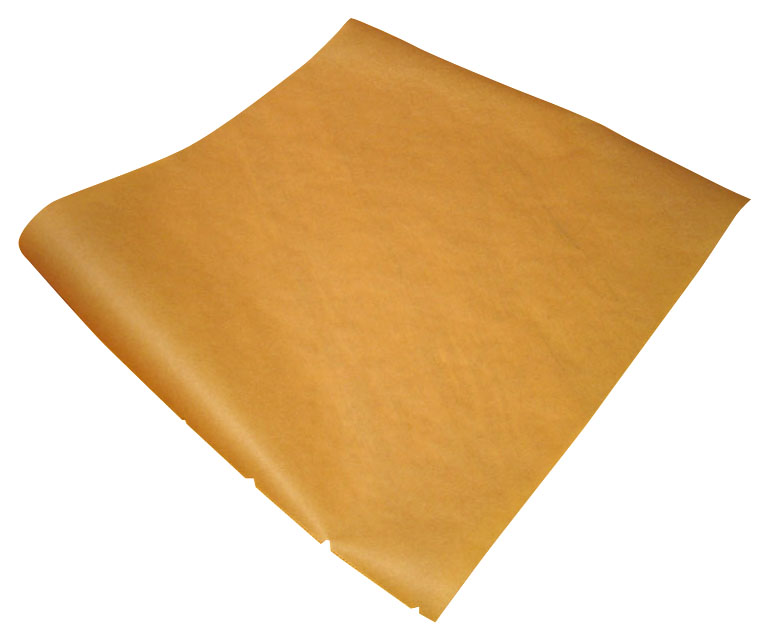
Bakpapier

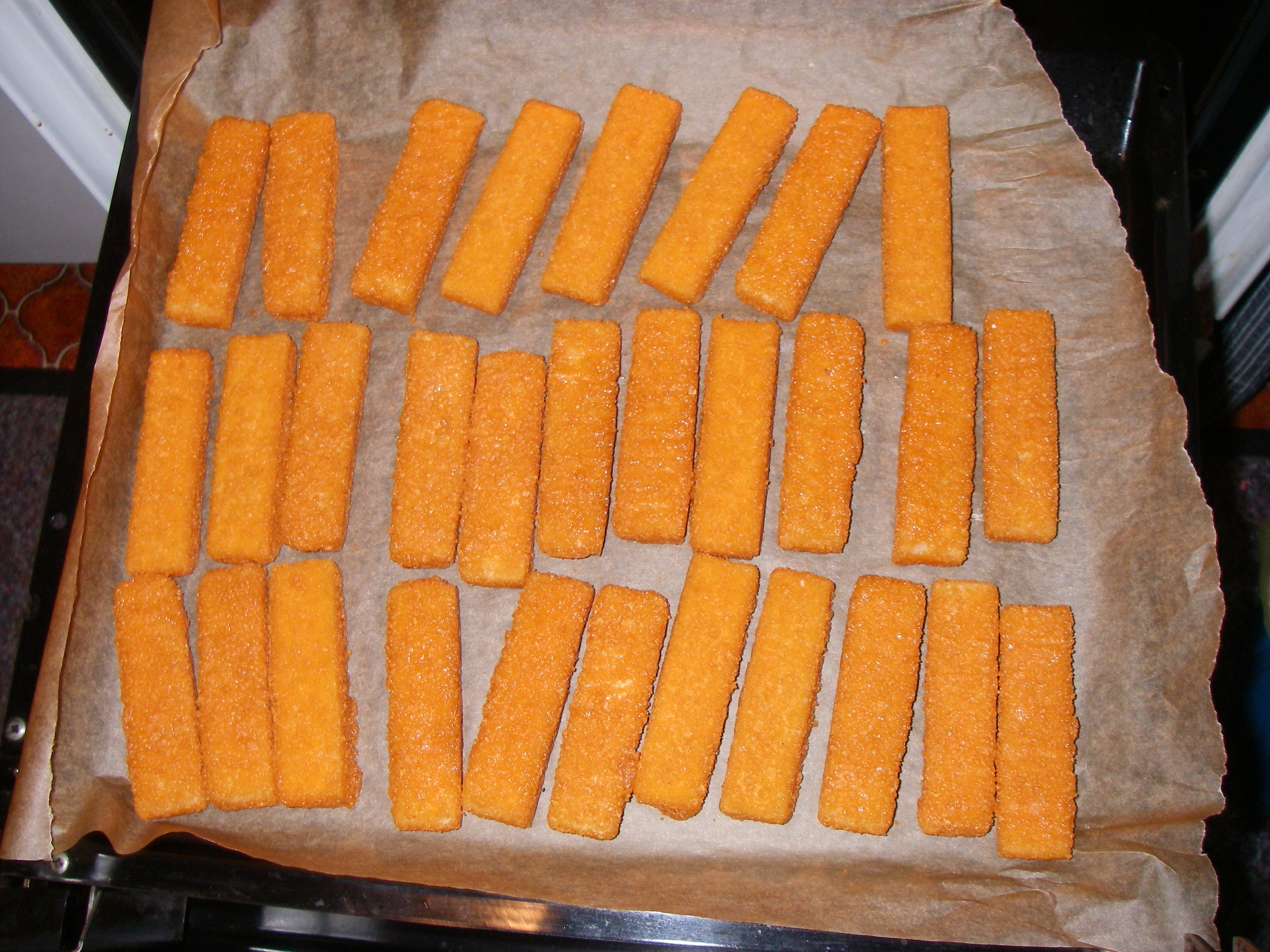
Vissticks op bakpapier

Bakpapier is speciaal geprepareerd papier dat in de oven gebruikt wordt om voedsel niet aan de bakplaat of springvorm te laten kleven. Het wordt in de supermarkt verkocht als losse vellen, of op een rol, zodat de benodigde lengte kan worden afgescheurd. Na gebruik kan het in de vuilnisbak.

## Fabricage
Tegenwoordig wordt bakpapier gemaakt door papierpulp door een zwavelzuurbad te halen, (een vergelijkbare methode wordt ook voor calqueerpapier gebruikt), of door een ZnCl2 bad te halen. Door dit proces lost er een deel van het papier op, of laat het een deel van het papier gelatineren (dit, doordat bakpapier op cellulosebasis is gemaakt; er wordt bij dit proces geen gelatine gebruikt). Deze bewerking zorgt voor een papier met een hoge dichtheid, stabiliteit en hittebestendigheid. Het bewerkte papier lijkt visueel heel erg op traditioneel perkament.

## Siliconen
Er bestaat ook een siliconenvariant op bakpapier, die meermalen gebruikt kan worden. Na gebruik moet het worden afgewassen.

## Gebruik
Bakpapier wordt ook gebruikt om tussen een vel T-shirt transferpapier en de strijkbout te leggen wanneer men afgedrukte tekst en/of afbeeldingen op een stuk textiel wil strijken. Dit is om te voorkomen dat er stukjes van het transferpapier op de strijkbout komen.
Het is aan te raden vetvrij bakpapier te gebruiken. Dit voorkomt dat er vetvlekken op de te bedrukken stof komen.
Ook kan het worden gebruikt bij het aaneensmelten van strijkkralen. Deze moeten met een strijkbout worden gesmolten, het bakpapier zorgt er dan voor dat het plastic van de kralen niet aan de zool van de strijkbout blijft zitten.
Doordat het op perkament papier lijkt maar stabieler is, wordt het soms gebruikt bij juridische gebeurtenissen waar voorheen perkament werd gebruikt.